# Lespedeza bicolor
Lespedeza bicolor är en ärtväxtart som beskrevs av Porphir Kiril Nicolai Stepanowitsch Turczaninow. Lespedeza bicolor ingår i släktet Lespedeza och familjen ärtväxter.

## Underarter
Arten delas in i följande underarter:
- L. b. bicolor
- L. b. nana

## Bildgalleri

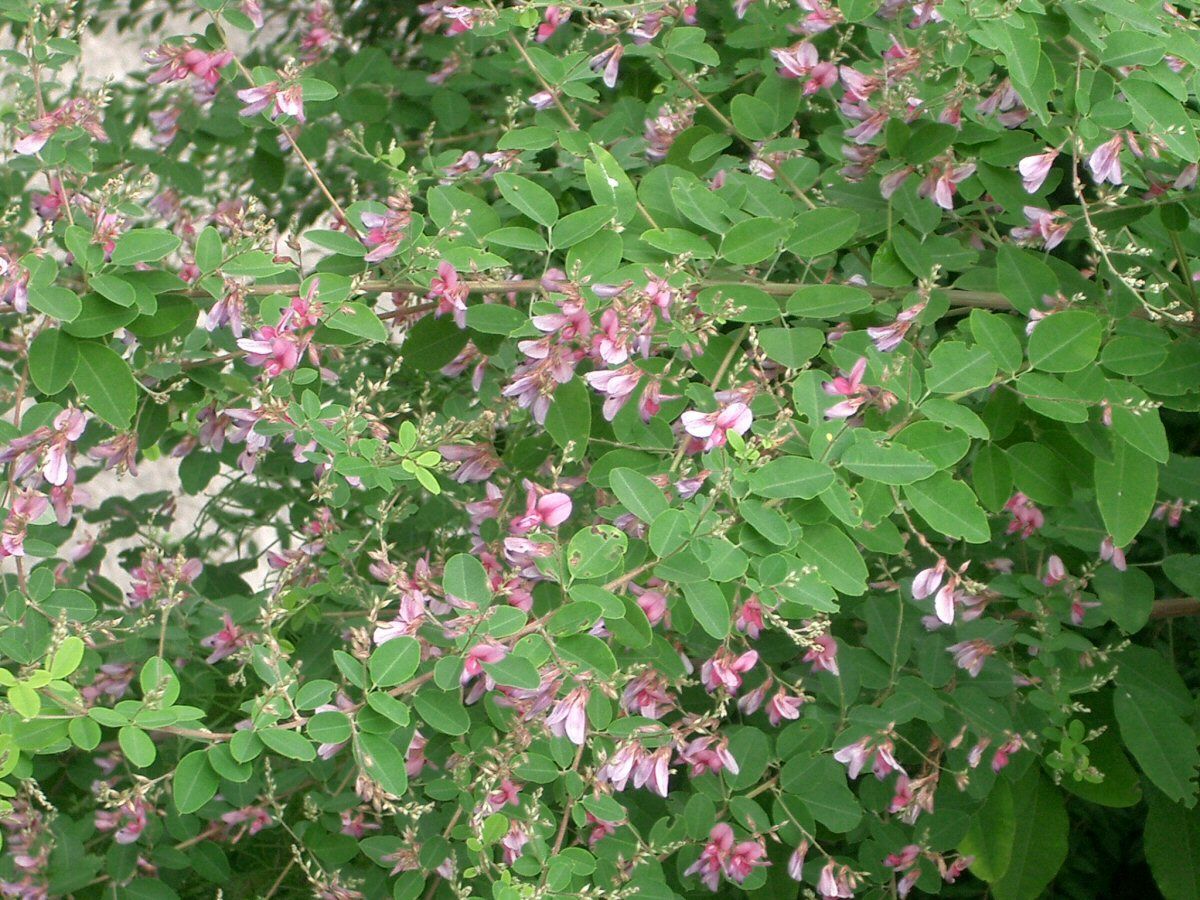
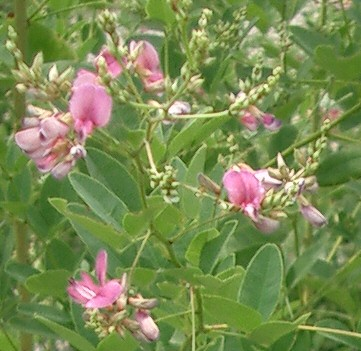
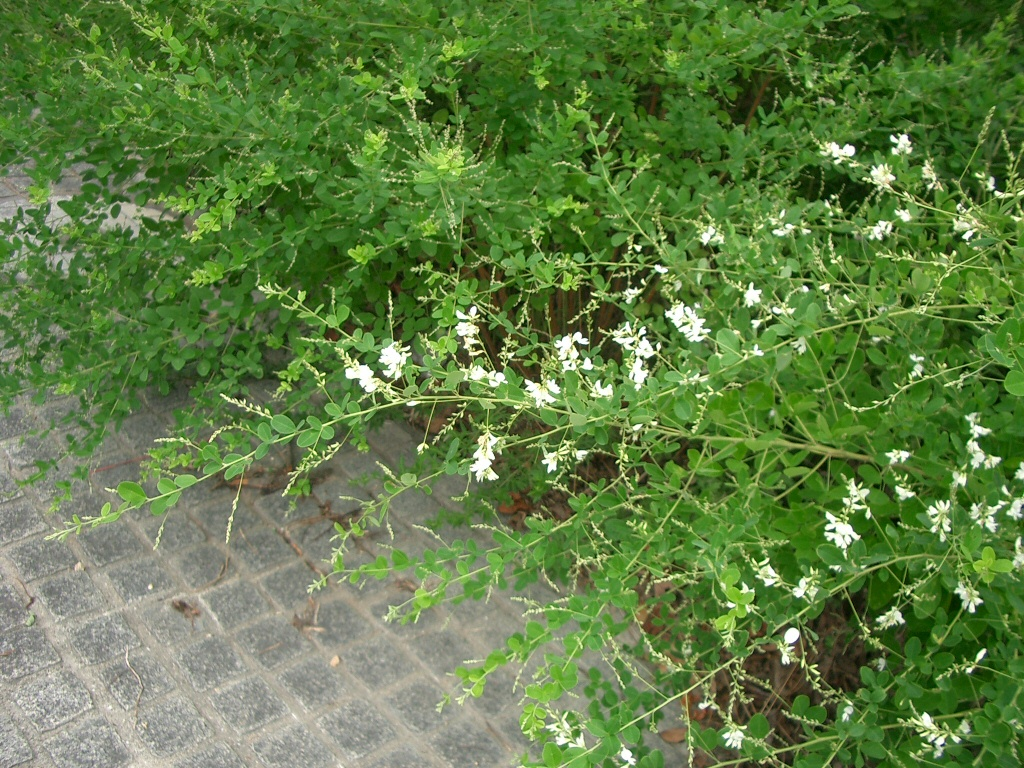
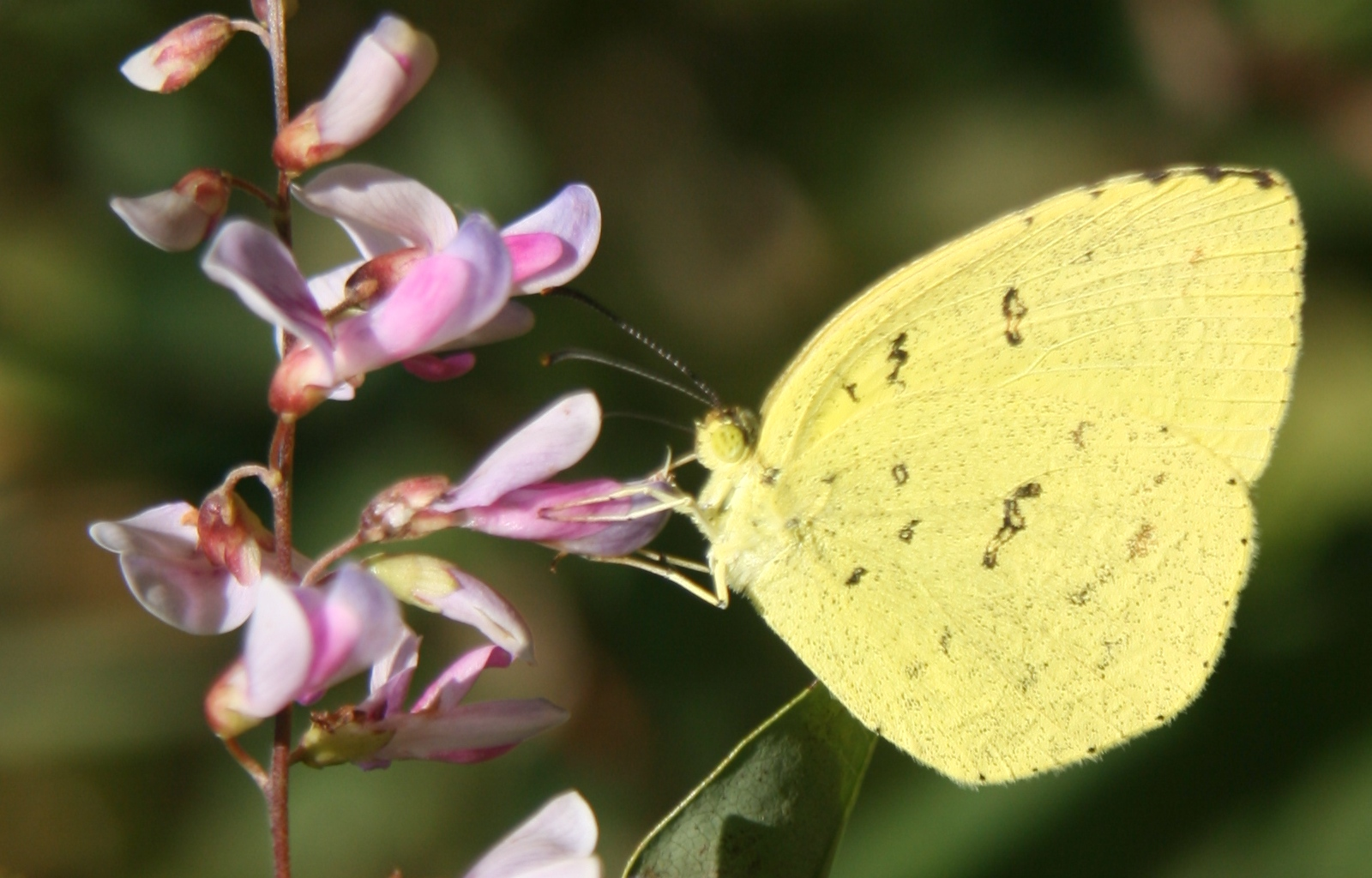
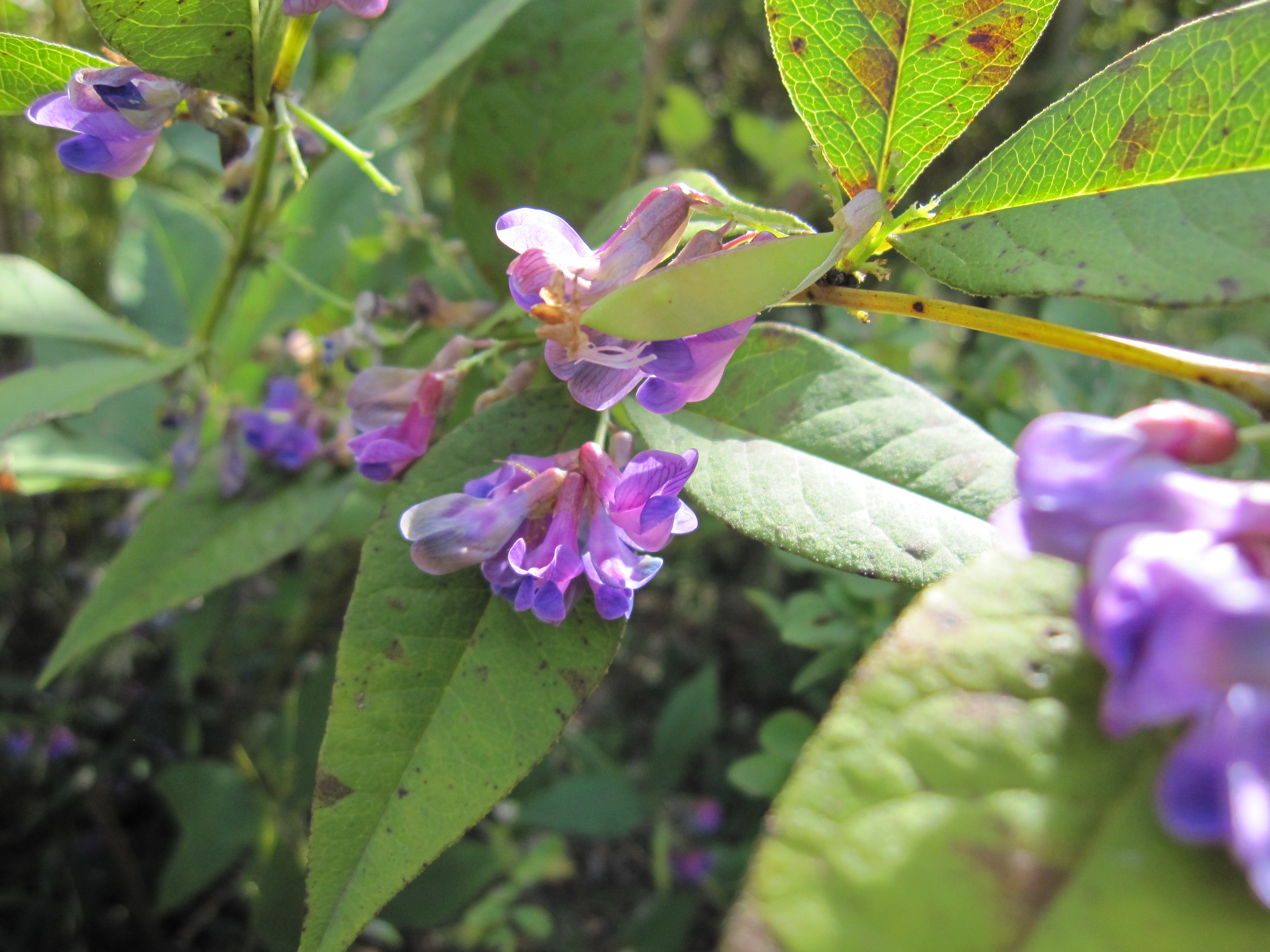